# Stefan Hoszowski
Stefan Hoszowski (ur. w 1832 roku – zm. 27 kwietnia 1848 roku) – uczeń gimnazjum, ofiara demonstracji w czasie Wiosny Ludów.
Jako 16-letni uczeń gimnazjum w Stanisławowie, brał udział w roku 1848 w demonstracjach w tzw. kociej muzyce urządzanych urzędnikom austriackim. W czasie jednej z demonstracji został przez żołnierzy pchnięty bagnetem na placu Trynitarskim. Pogrzeb Hoszowskiego był wielką manifestacją patriotyczną, uczestniczyło w nim kilkanaście tysięcy ludzi.
Pochowany na Cmentarzu Sapieżyńskim w Stanisławowie.